# Sailly-lez-Lannoy

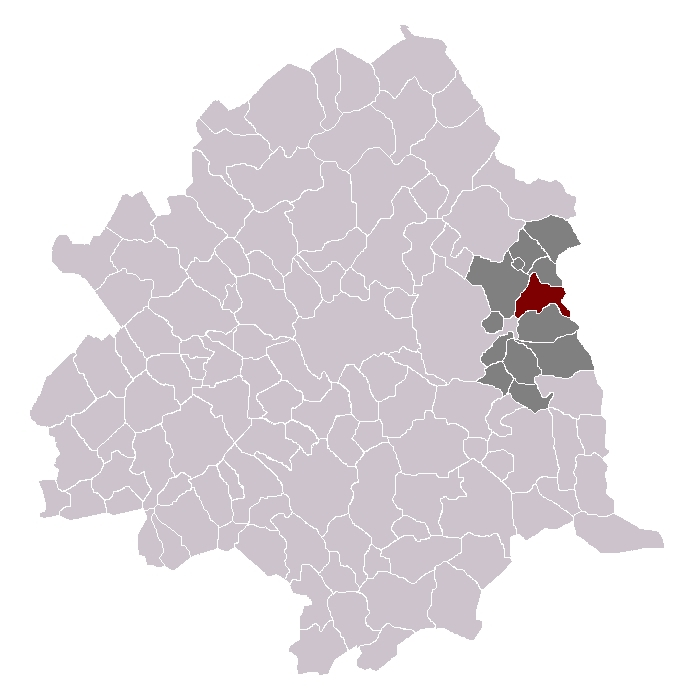
Ubicació de Sailly-lez-Lannoy dins del cantó i el districte

Sailly-lez-Lannoy és un municipi francès, situat a la regió dels Alts de França, al departament del Nord. L'any 2006 tenia 1.776 habitants. Limita al nord-oest amb Hem, al nord amb Toufflers, al sud-oest amb Villeneuve-d'Ascq i al sud amb Willems.

## Demografia
| 1962                                       | 1968 | 1975  | 1982  | 1990  | 1999  | 2006  |
| ------------------------------------------ | ---- | ----- | ----- | ----- | ----- | ----- |
| 788                                        | 832  | 1.032 | 1.406 | 1.639 | 1.764 | 1.776 |
| Des de 1962: població sense dobles comptes |      |       |       |       |       |       |

## Administració
| Període   | Identitat            | Partit |
| --------- | -------------------- | ------ |
| 1945-1947 | Étienne Leuridan     |        |
| 1947-1952 | Adrian Lepers        |        |
| 1952-1965 | Paul Joveneaux       |        |
| 1965-1983 | Adolphe Laude        |        |
| 1983-1995 | René Soetard         |        |
| 1995      | Regis Samain         |        |
| 1995-2008 | Bernadette Delporte  |        |
| 2008-     | Jean-Pierre Dujardin |        |